# Clive Woodward
Clive Ronald Woodward (Gran Mánchester, 6 de enero de 1956) es un exjugador y exentrenador británico de rugby que se desempeñaba como centro.
Fue entrenador del XV de la Rosa de 1997 a 2004 consiguiendo el Campeonato Mundial de Australia 2003, también entrenó a los British and Irish Lions en la Gira a Nueva Zelanda 2005. Desde 2011 es miembro del Salón de la Fama de la World Rugby.

## Biografía
Su padre fue un estricto oficial de la Real Fuerza Aérea Británica que no le permitió desarrollar una carrera profesional como jugador de fútbol porque prefería que estudie. Esta frustración hizo que se dedicara completamente al rugby, deporte que jugaba desde la escuela primaria.
Estudió en la Universidad de Loughborough donde se licenció en Educación física, su título le serviría recién más tarde porque nunca lo ejerció y trabajó en un banco de Londres.

## Selección nacional
Fue convocado al XV de la Rosa por primera vez en 1980 y jugó con ella irregularmente hasta 1984. En total disputó 21 partidos y marcó 16 puntos.

## Participaciones en Copas del Mundo
| Mundial                       | Sede      | Equipo     | Resultado        | PJ | PG | PE | PP | Pts + | Pts - |
| ----------------------------- | --------- | ---------- | ---------------- | -- | -- | -- | -- | ----- | ----- |
| Copa Mundial de Rugby de 1999 | Gales     | Inglaterra | Cuartos de final | 5  | 4  | 0  | 2  | 250   | 115   |
| Copa Mundial de Rugby de 2003 | Australia | Inglaterra | Campeón          | 7  | 7  | 0  | 0  | 327   | 88    |

## British and Irish Lions
Como jugador fue convocado a los Lions para las giras a Sudáfrica 1980 y Nueva Zelanda 1983, fueron derrotas 3-1 y 4-0 respectivamente.
Como entrenador fracasó en la gira a Nueva Zelanda 2005 donde el combinado europeo perdió los tres partidos.

## Palmarés
- Campeón del Torneo de las Cinco Naciones de 1980 con Grand Slam.

Entrenador:
- Campeón del Torneo de las Seis Naciones de 2000, 2001 y 2003 con Grand Slam.
- Campeón de la Rugby World Cup 2003